# خیابان ترس
خیابان ترس (به انگلیسی: Fear Street) یکی از مجموعه داستان‌های آر. ال. استاین نویسندهٔ آمریکایی است که از سال ۱۹۸۹ تا به حال نوشته شده‌است. این مجموعه برای گروه سنی نوجوان ایجاد شده‌است و یکی از پر مخاطب‌ترین داستان‌های استاین به‌شمار می‌آید.
تا سال ۲۰۱۰ حدود ۸۰ میلیون نسخه از مجموعه‌های خیابان ترس فروش رفته بود.
در سال ۲۰۲۱ از برخی داستان های این مجموعه فیلم خیابان ترس ۱ ساخته شد.
از سری کتاب های خیابان ترس ترجمه شده در ایران می توان خواهر خوانده ، بازی آتش ، تحسین گر مرموز ، اعتراف ، اولین وحشت ، دومین وحشت، جابجایی، تماس اشتباه و ... را نام برد که توسط نشر ویدا منتشر شده اند.